# Núria Pompeia
Núria Vilaplana Buixons, más conocida como Núria Pompeia (Barcelona, 2 de mayo de 1931-ibíd., 25 de diciembre de 2016), fue una dibujante, humorista gráfica o ninotaire, periodista y escritora, considerada pionera del dibujo feminista en España.

## Biografía
Nació y se crio en un piso del distrito del Ensanche. Cursó estudios de arte en la Escuela Massana de Barcelona.  En 1967 publicó Maternasis reflejando los miedos, la tristeza y el dolor de las mujeres ante el embarazo y el parto.
Publicó sus primeras viñetas en Oriflama en 1969. Sus dibujos manifiestan, muy a menudo, una clara intención crítica con la propia clase social, la burguesía, además de una crítica acerca del machismo imperante. Por supuesto que la censura, tremendamente torpe, fue un poco más permisiva con las revistas de humor. Además de libros de humor gráfico, tiene publicadas novelas y narraciones y ha colaborado en los medios de comunicación. La misma visión crítica, tratada a nivel literario, es el eje de su obra narrativa.
En la editorial Kairós, posteriormente dirigida por su hijo Agustín, Núria publicó las obras ya citadas –Maternasis y Mujercitas– además de Y fueron felices comiendo perdices, relatos ilustrados con ironía y estética tradicional sobre la condición de la mujer.
Como viñetista, ha realizado colaboraciones en diferentes diarios y revistas, tanto nacionales como extranjeras, como: Clij, Cuadernos de pedagogía, Diari de Barcelona, Triunfo, Cuadernos para el Diálogo, Sábado Gráfico, Por Favor, Vindicación Feminista, Dúnia, El Món, L'Hora, Oriflama, Emakunde, Linus, Charlie Hebdo, Brigitte. Sería redactora jefe de las revistas Por Favor y Saber. Como periodista, también ha publicado crónicas culturales en la La Vanguardia, y ha escrito guiones para la TVE y dirigido el programa Quart Creixent (1984, de la TVE de Cataluña).

## Activismo feminista
Fue miembro del colectivo ANCHE en Barcelona, un grupo feminista creado en noviembre de 1975 tras la muerte del dictador Franco.

## Obra
Según la crítica "Pompeia rompe con ironía y sátira con los estereotipos tradicionales de la mujer y señala en forma de denuncia feminista los mecanismos sociales que hacen que la mujer acabe adoptando un rol sumiso, conformista y tutelado." La ilustradora catalana se atrevió incluso a hablar de forma crítica sobre unos de los grandes tabúes que se mantiene en nuestros días: la maternidad.
En 2012 el Colegio de Periodistas de Cataluña realizó una retrospectiva de su trabajo: Sola ante la viñeta.
En los últimos años, la obra de Nùria Pompeia está siendo puesta en valor. Parte de su archivo y obra, en concreto los dibujos originales del año 1967 reproducidos en la publicación Maternasis, fueron adquiridos por el MNAC, y presentados en una exposición celebrada en el año 2022 en Barcelona en la que se mostró la obra de Pompeia junto a la de artistas de su generación como, por ejemplo, Mari Chordà o Roser Bru.
En el año 2023 sus viñetas y cómics fueron objeto de varias exposiciones, por ejemplo, en la Casa de la Entrevista (Instituto Quevedo de las Artes del Humor), en Alcalá de Henares, se celebró la muestra Nuria Pompeia. Ayer, hoy y siempre.  Asimismo, fue incluida como la precursora de las autoras de cómic adulto de la transición española en la muestra Mujercitas del mundo entero, uníos! Autoras de cómic adulto (1967-1993) celebrada en la sala de exposiciones de la Biblioteca del Museo Nacional Centro de Arte Reina Sofía, Madrid y en el Kiosco Alfonso, La Coruña, dentro de la programación del Festival Viñetas desde O Atlántico 2023.

## Vida personal
Estaba casada con el filósofo Salvador Pániker.

## Honores
- 2000: recibe la Medalla de Oro de la Ciudad de Barcelona al mérito artístico.
- 2003: galardonada con la Rosa del Desert, premio a la trayectoria profesional, otorgada por la Asociación de Mujeres Periodistas de Cataluña.
- 2007: el Premio Creu de Sant Jordi.

## Obras

### Cómics/ Humor gráfico
- Maternasis (Barcelona: Editorial Kairós, 88 pp. 1967)

- Y fueron felices comiendo perdices  (Barcelona: Editorial Kairós, 279 pp. 1970) en línea

- Pels segles dels segles (Barcelona: Edicions 62, 157 pp. 1971)

- La educación de Palmira (Barcelona: Edicions 62, 190 pp. 1972)

- Mujercitas (Barcelona: Editorial Kairós, 144 pp. ISBN 84-7245-084-8, ISBN 978-84-7245-084-4 1975)

- Cambios y Recambios (Edición ilustrada de Anagrama, Barcelona, 159 pp. ISBN 84-339-1606-8, ISBN 978-84-339-1606-8 1983)

- Podemos aprender juntas ... ¿te apuntas?: Plan de educación permanente de adultas. Con Paloma González. Editor Ministerio de Asuntos Sociales. Instituto de la Mujer, 12 pp. 1991

- Mals endreços (Vol. 280 de Colección clásica. 2ª edición ilustrada de Columna Edicions, 245 pp. ISBN 84-8300-547-6, ISBN 978-84-8300-547-7 1997)

### Narrativa
- Cinc cèntims (Una dotzena de contes) (2ª edición reimpresa de Barcelona: Edicions 62, 191 pp. ISBN 84-297-1710-2, ISBN 978-84-297-1710-5 1981)

- Inventari de l'últim dia (Barcelona: Edicions 62, 187 pp. ISBN 84-297-2503-2, ISBN 978-84-297-2503-2 1986) - novela

- Mals endreços (Barcelona: Columna Edicions, 1998) - "una novel·la sobre l'univers femení i la seva inserció en una societat plena de prejudicis i hipocresies."[5]

### Antologías
- Barceldones (Barcelona: Edicions de l'Eixample, 1989) - narrativa

- De otra manera: cuadernos de educación de adultas. Vol. 5. Con Emilia Fernández González, Rosario Contreras Gómez, Emilia Rojo Raja, Núria Pompeia. Ministerio de Educación y Ciencia, Francisco García Rodríguez, Ma. Victoria Zafra Serrano, Espanya. Ministerio de Asuntos Sociales. ISBN 84-369-2709-5, ISBN 978-84-369-2709-2 1995

### Como ilustradora
- La Escuela integradora. Cuadernos para la educación del deficiente sensorial. Ilustró Núria Pompeia. Editor Fundación Caja de Pensiones, 79 pp. 1985

- La mujer de buen aliño, hilaba y devanaba y vendía vino, y daba la teta al niño : mujeres a encuesta, estudio sobre Aluche (Madrid). Ilustró Núria Pompeia. Ediciones de la Torre, 31 pp. ISBN 84-85277-79-1, ISBN 978-84-85277-79-7 1979

- Cuentos para niños. Vol. 1 de Moby Dick. Autor Lev Nikolaevich Tolstoï. Ilustró Núria Pompeia. 6ª edición reimpresa de Juan Granica, 147 pp. ISBN 84-7577-151-3, ISBN 978-84-7577-151-9 1972